# Malczyce (gromada 1960–1972)
Malczyce – dawna gromada, czyli najmniejsza jednostka podziału terytorialnego Polskiej Rzeczypospolitej Ludowej w latach 1954–1972.
Gromady, z gromadzkimi radami narodowymi (GRN) jako organami władzy najniższego stopnia na wsi, funkcjonowały od reformy reorganizującej administrację wiejską przeprowadzonej jesienią 1954 do momentu ich zniesienia z dniem 1 stycznia 1973, tym samym wypierając organizację gminną w latach 1954–1972.
Gromadę Malczyce z siedzibą GRN w osiedlu Malczycach (nie wchodzącym w skład gromady) utworzono 1 stycznia 1960 w powiecie średzkim w woj. wrocławskim z obszarów zniesionych gromad: Wilczków (wsie Mazurowice, Kwietno, Rusko, Rachów i Wilczków) i Chomiąża (wsie Chomiąża i Rzeczyca) w tymże powiecie. Dla gromady ustalono 26 członków gromadzkiej rady narodowej.
Gromada przetrwała do końca 1972 roku, czyli do kolejnej reformy gminnej. 1 stycznia 1973 w powiecie średzkim reaktywowano zniesioną w 1954 roku gminę Malczyce.